# Chrysoprasis airi
Chrysoprasis airi är en skalbaggsart som beskrevs av Dilma Solange Napp och Martins 1997. Chrysoprasis airi ingår i släktet Chrysoprasis och familjen långhorningar. Inga underarter finns listade i Catalogue of Life.